# Malerei der Antike

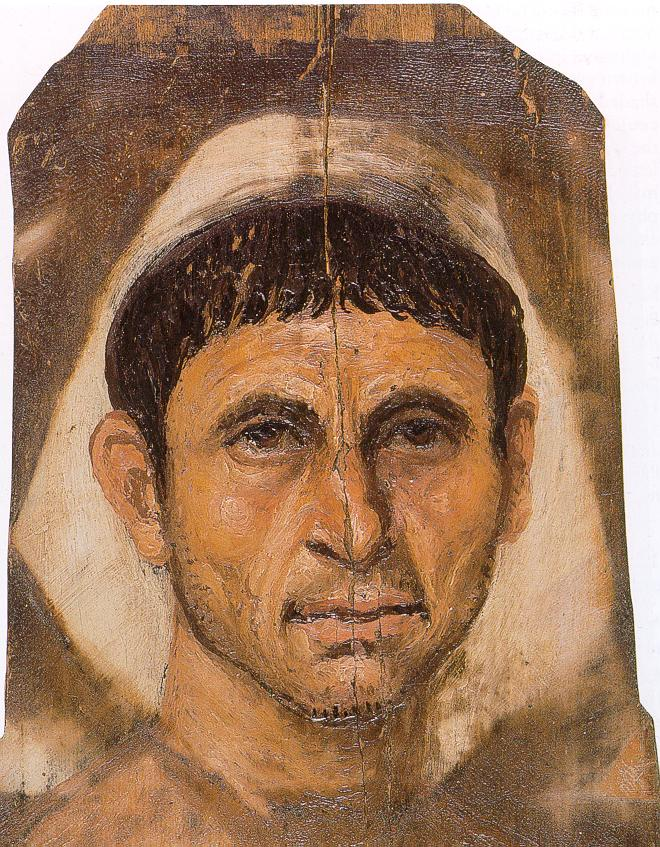
Mumienporträt aus Fayum

Die Malerei der Antike hat ihre Wurzeln im Orient (ab 10.000 v. Chr.). In Ägypten (ab 3000 v. Chr.) entstehen die ersten großen Wandmalereien, in der Minoischen Kunst auf Kreta (2000 v. Chr.) die Freskomalerei.

## Alter Orient
Bei den Kulturen in Vorderasien war die Malerei und wohl besonders die Wandmalerei sicherlich auch einst weit verbreitet, doch ist relativ wenig erhalten geblieben. Aus dem Palast von Mari stammen einige Beispiele, aus den Palästen der Hethiter gibt es zahlreiche Fragmente, die aber kaum ein Bild der einst vorhandenen Bemalung erlauben. Von den Assyrern sind schließlich weitere Beispiele, vor allem von Wandmalerei bekannt.

## Ägyptische Malerei

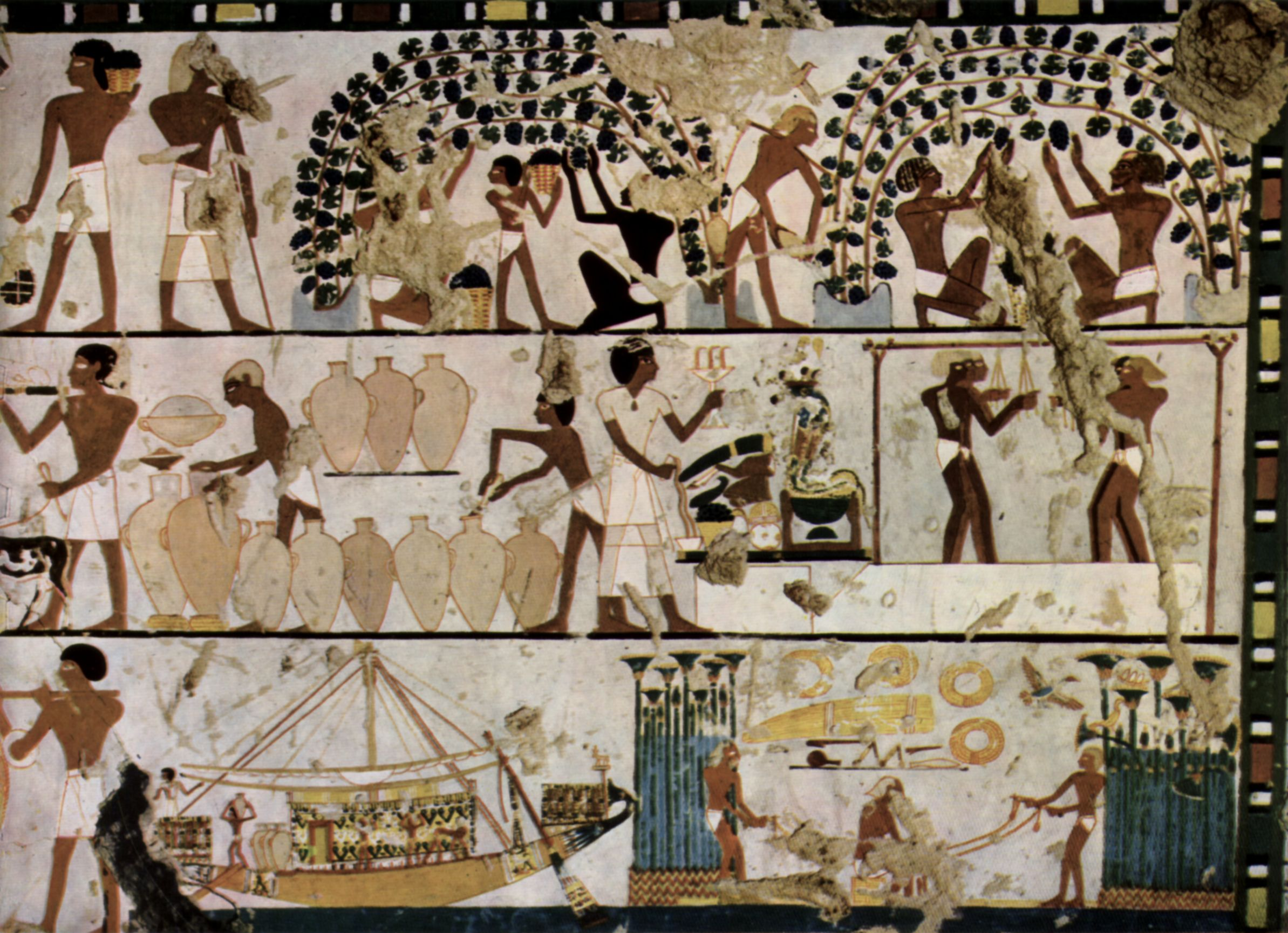
Ägyptische Malerei um 1500 v. Chr.

Die Malerei der alten Ägypter ist vor allem von Wandmalereien aus Grabkapellen, von Särgen und von der Bemalung von Totenbüchern bekannt. Diese Beispiele stammen fast alle aus Grabanlagen, die in der Wüste erbaut wurden und daher oftmals recht gut erhalten sind. Bekannt sind auch Wandmalereien aus den Häusern der Lebenden, die jedoch meist viel schlechter erhalten sind. Die ägyptische Malerei kannte noch keine Perspektive. Die Figuren sind auf Standlinien angeordnet und zeigen das Wesentliche. Der Kopf wird von der Seite, die Augen und die Brust von vorne wiedergegeben.
Eine erste Blüte erlebte die Malerei in Ägypten im Mittleren Reich (zirka 2000–1700 v. Chr.). Aus dieser Zeit stammen viele Grabanlagen in Mittelägypten, die reich dekoriert waren. Es finden sich vor allem Darstellungen des Grabherren, seiner Familie und von Werkstätten und der Nahrungsproduktion, die die Dinge herstellten, die der Tote auch im Jenseits nicht missen wollte. Besonders viele Beispiele solcher Malereien stammen aus Gräbern in Theben und datieren aus dem Neue Reich (zirka 1550–1070 v. Chr.), wobei man ab zirka 1350 v. Chr. auch verstärkt Bilder des Toten in der Unterwelt und im Zusammensein mit der Götterwelt findet, was sicherlich auf neue religiöse Vorstellungen zurückzuführen ist. Ab der Dritten Zwischenzeit (zirka 1070–700 v. Chr.) ist Malerei vor allem auf Särgen und Totenbüchern erhalten.

## Griechische Malerei
Im 3. Jahrhundert nach Christus bezeichnet der griechische Schriftsteller Philostratos die Malerei als eine Erfindung der Götter (Eikones 1). Durch diese und andere Aussagen antiker Autoren ist bezeugt, dass die Malerei bereits in der Antike besonders hoch angesehen war, höher sogar als die Bildhauerei, da die Malerei den Vorteil der realitätsnahen Nachahmung besaß, sowie im Stande war, ein breiteres Erzählspektrum zu ermöglichen.
Heute ist dies kaum noch nachvollziehbar, da sich nur sehr spärliche Reste der antiken Malerei erhalten haben. Dies kommt daher, dass als Bildträger hauptsächlich Holz verwendet wurde, außerdem Stein, Ton und Stuck. Die Verwendung von Elfenbein, Glas und Leinwand tritt kaum auf. In der antiken Literatur fungiert Plinius der Ältere als Hauptquelle für die verschiedenen Techniken der antiken Malerei. Hierzu sei auf Buch 35 seines Werkes Naturalis historia verwiesen oder auch auf Vitruv, de architectura 7,7–14.

### Beispiele

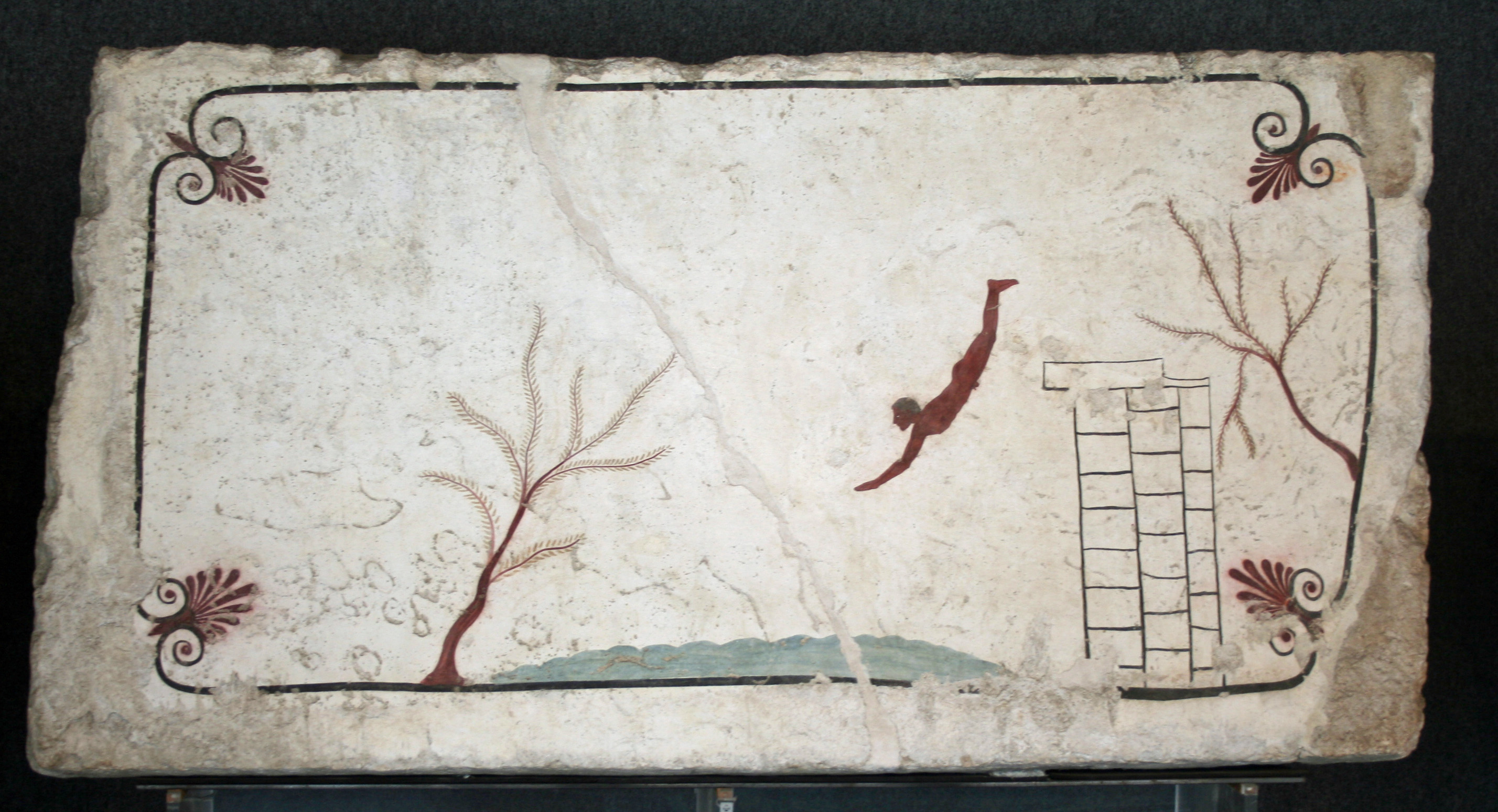
Grab des Tauchers

## Römische Malerei

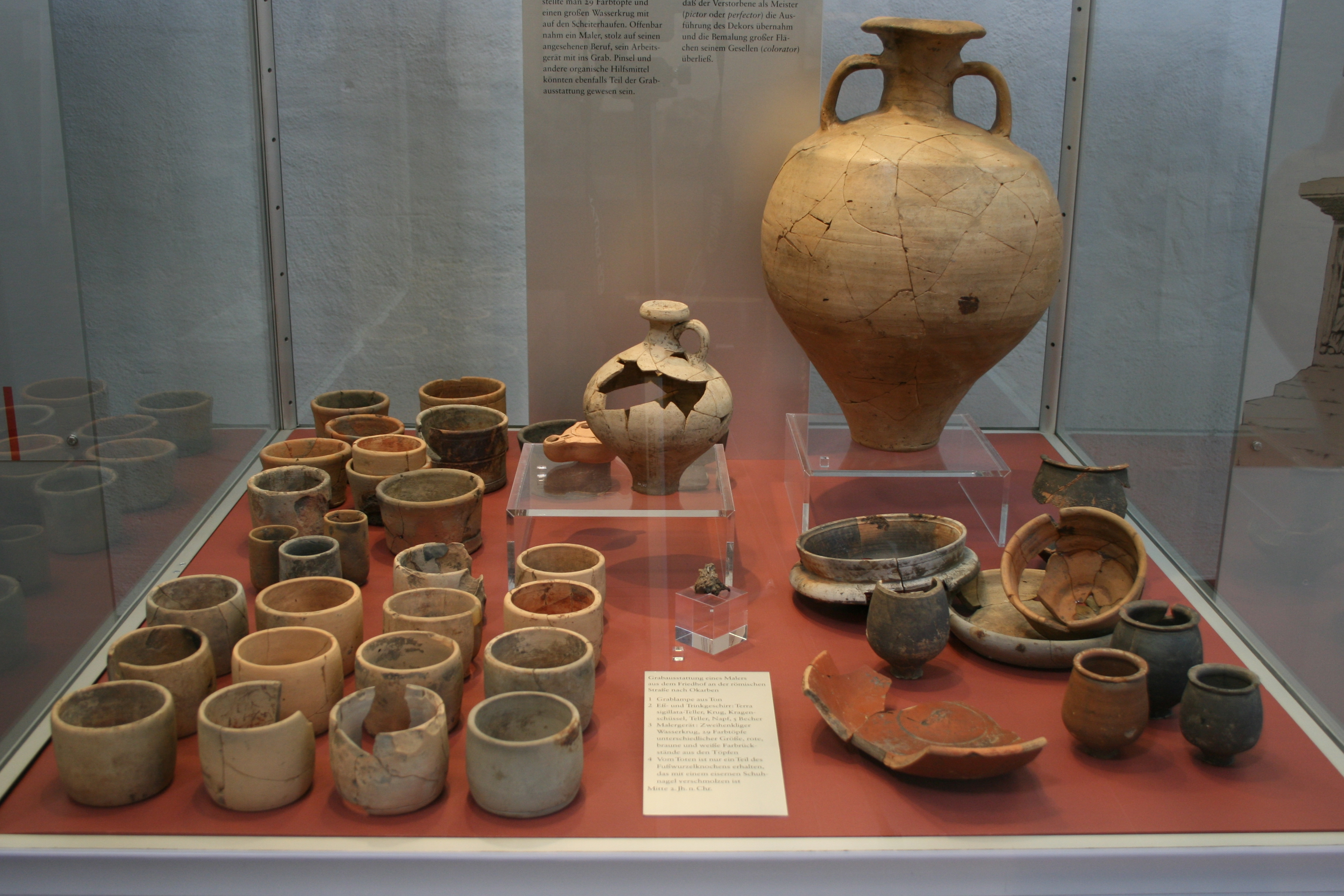
Grab eines römischen Malers aus Nida-Heddernheim, Ausstellung im Archäologischen Museum Frankfurt.

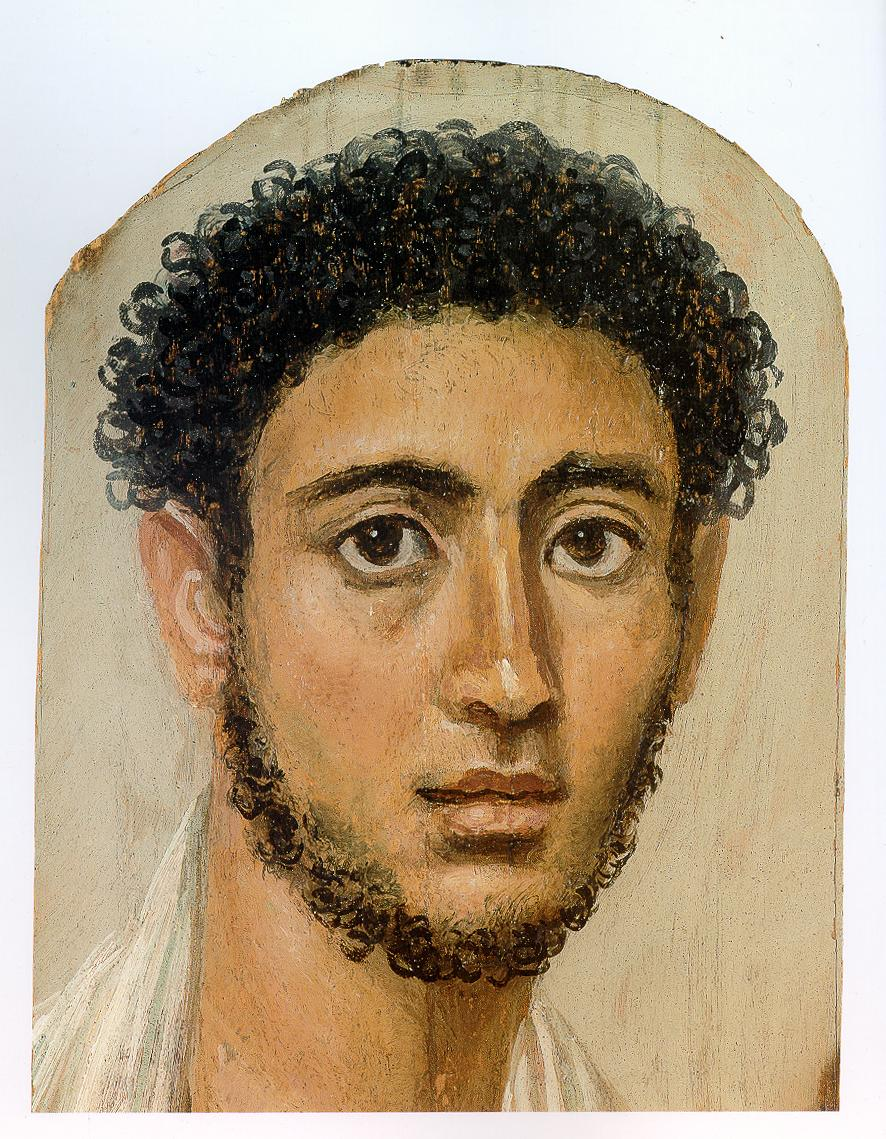
Mumienporträt

#### 4. Stil: der letzte pompejanische Stil

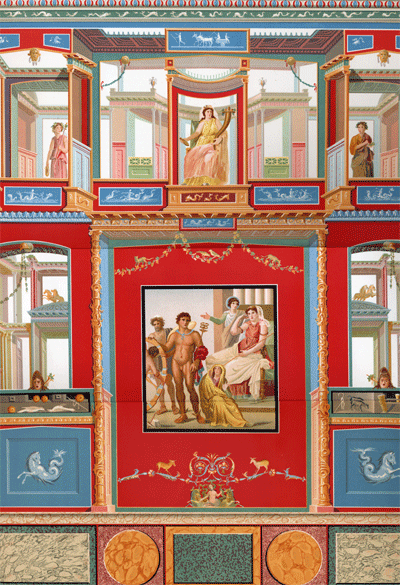
Das Ixion Zimmer im Haus der Vettier. Rekonstruktion einer Malerei im 4. Stil

## Antike Polychromie im Wandel der Zeit

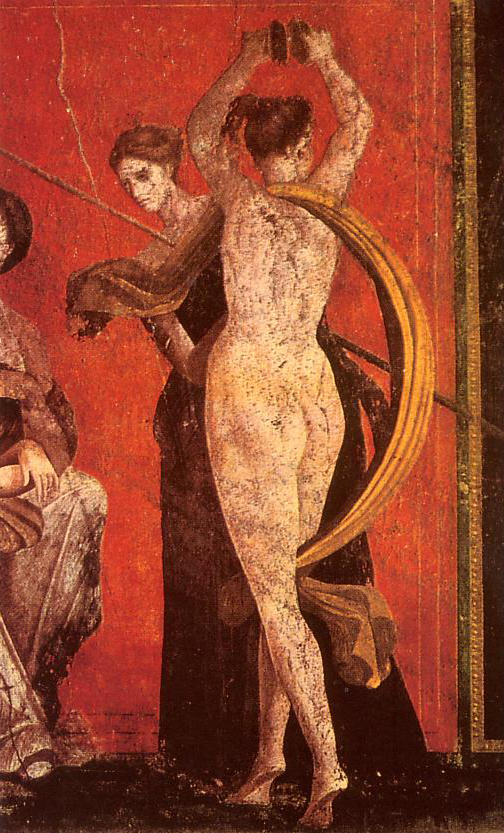
Malerei in der Villa der Mysterien
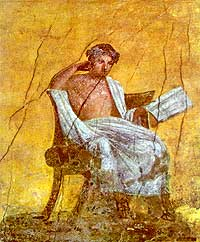
Menander
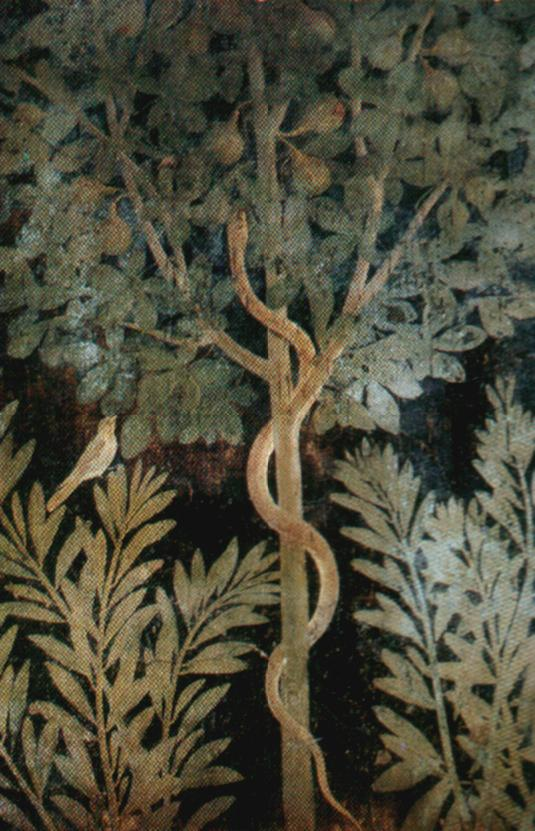
Casa del frutteto
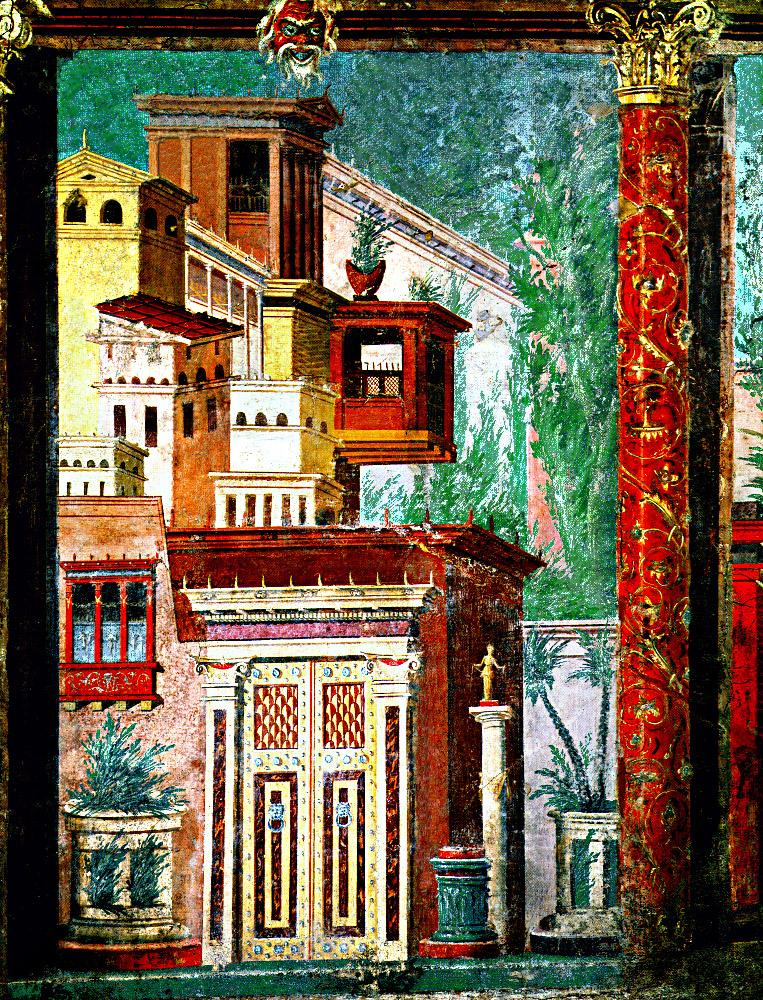
Fresko aus der Villa des P. Fannius Synistor in Boscoreale

## Malerei der Parther und Sassaniden

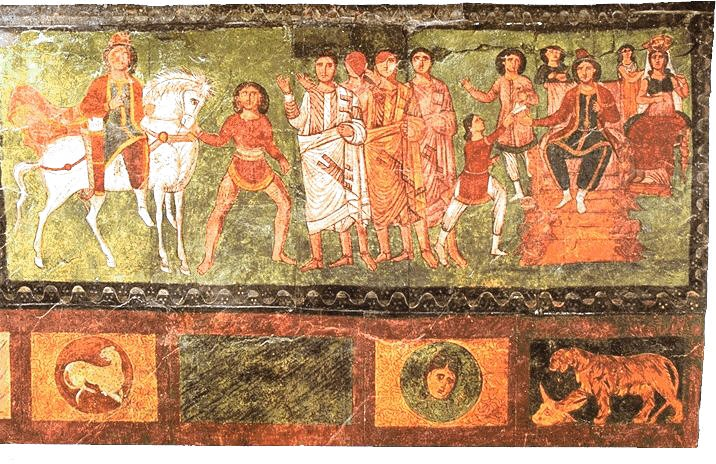
Parthische Malerei aus der Synagoge von Dura Europos.

## Maltechniken des Altertums

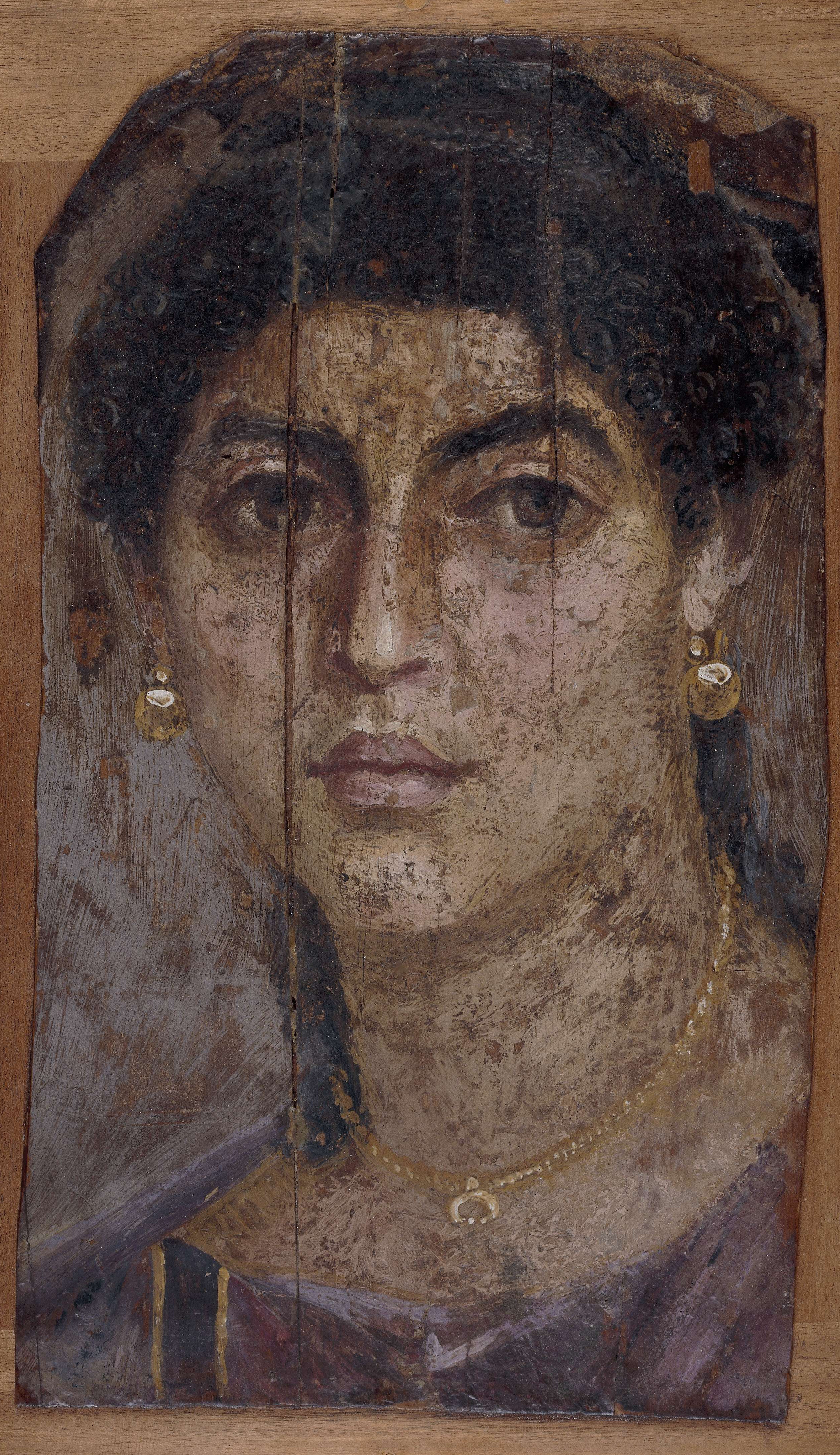
Enkaustik, Mumienporträt aus Fayum